# Sangre de mi sangre (novela)

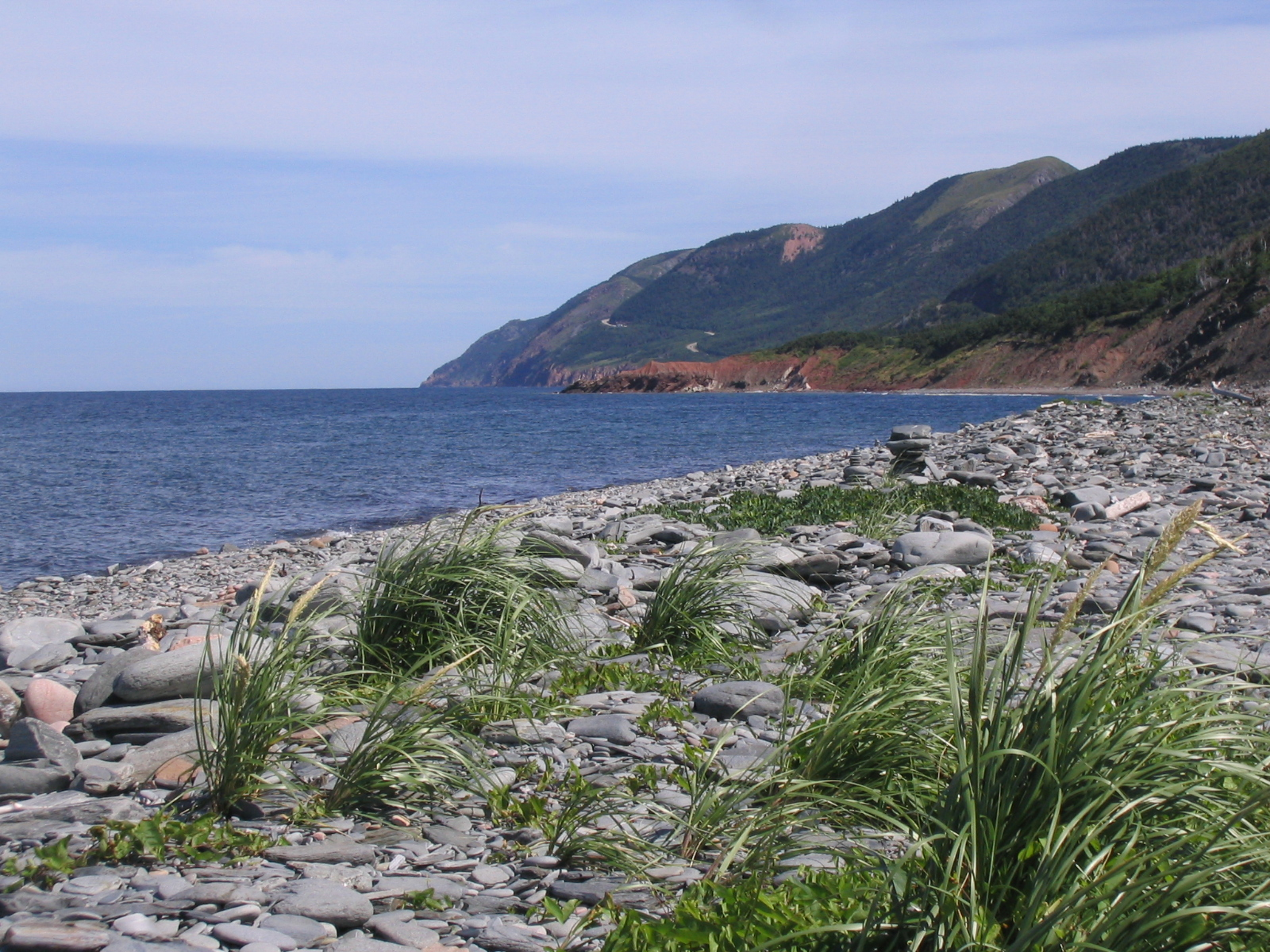
Vista de la costa de la isla Cabo Bretón

Sangre de mi sangre es el título de la traducción al español de la novela No Great Mischief del canadiense Alistair MacLeod, que fuera publicada originalmente en Canadá en 1999 en inglés. El título original de la obra significa "no es gran pérdida", y es una frase sacada de los dichos atribuidos al general James Wolfe en el contexto de la Batalla de Quebec en 1759., cuando dice que ha de enviarse a los "montañeses" al frente, pues "no es gran pérdida si caen".
La obra es un relato sobre la vida del narrador y la de sus hermanos, que se combina y entrelaza con las historias de sus padres, tíos, abuelos, bisabuelos y otros antepasados. Cuenta la migración desde Escocia a Norteamérica, y específicamente los acontecimientos que sucedieron a la rama familiar que se asentó en la isla de Cabo Bretón. Enlaza estos hechos con su contexto histórico de modo reflexivo, a través de técnicas como el racconto y el flashback. Como resultado, se encuentra en el relato una importante cantidad de datos históricos sobre Escocia y Canadá durante los siglos XVIII al XX.